# Federacion Colombiana de Para Atletismo
La Federación Colombiana de Para Atletismo (FCPA) es la máxima autoridad que supervisa el paraatletismo en Colombia. Fue fundada el 26 de noviembre de 2020 y cuenta con el reconocimiento del Ministerio del Deporte de Colombia como miembro del Sistema Nacional del Deporte. La Federación tiene la responsabilidad de dirigir la Selección Colombia de Para Atletismo en las categorías de mayores y juveniles, así como de promover y fomentar el crecimiento de este deporte en todo el territorio nacional. 
La Federación Colombiana de Para Atletismo está compuesta por las diversas ligas y clubes de 28 departamentos en Colombia y se encarga de organizar torneos nacionales que permiten a los paraatletas mantenerse activos en competencias. El Para Atletismo es el deporte paralímpico más desarrollado en el país.
A nivel mundial, Colombia ocupa el noveno lugar en el Para Atletismo y el tercer lugar en América, gracias a su destacada actuación en el Campeonato Mundial de París 2023. En dicho evento, la Selección Colombia logró su mejor desempeño en campeonatos mundiales, obteniendo un total de 18 medallas, compuestas por 6 de oro, 6 de plata y 6 de bronce.
En los Juegos Paralímpicos, el Para Atletismo ha sido el deporte que más medallas ha aportado a Colombia, acumulando un total de 18 metales en 4 participaciones en las ediciones de Beijing 2006, Londres 2012, Río 2016 y Tokio 2020.